# Delilah (Lied)
Delilah ist ein Lied des walisischen Sängers Tom Jones aus dem Jahre 1968, geschrieben von Barry Mason und Les Reed. Es erreichte Platz 1 der Charts in Deutschland und in der Schweiz,
Platz 2 in den britischen Charts und Platz 15 in den US-Charts.

## Entstehungsgeschichte
Tom Jones’ Manager Gordon Mills wollte mit dem Sänger durch kommerziellere Lieder ein breiteres Publikum erreichen. Mit Green, Green Grass of Home (1967) gelang ein erster großer Erfolg in dieser Richtung. Der Komponist Les Reed hatte schon 1964 zusammen mit Mills für Tom Jones den Titel It’s Not Unusual geschrieben; zusammen mit Barry Mason entstand nun Delilah, das ursprünglich für P. J. Proby gedacht war. Im Februar 1968 erschien das Lied in der Interpretation von Tom Jones.

## Aufbau und Stil
Der Text erzählt in erster Person die Geschichte eines Mannes, der sich von seiner Delilah betrogen sieht (I saw the flickering shadows of love on her blind). Obwohl ihm bewusst ist, dass diese Frau nicht die Richtige für ihn ist (I could see that girl was no good for me), stellt er sie zur Rede, und, als sie ihn auslacht, verliert er die Fassung und ersticht sie (I felt the knife in my hand and she laughed no more). Seiner Untat bewusst, flieht er nicht, sondern erwartet seine Bestrafung und ruft Delilah um Verzeihung an.
Für die in der Ich-Form erzählten Balladen von tragischer Schuld, die auch oft mit dem eigenen Tod enden, gibt es einige Vorbilder wie beispielsweise El Paso von Marty Robbins (1959) und Streets of Laredo von Johnny Cash (1965), aber auch Nachfolger wie I Did What I Did for Maria von Tony Christie (1971).
Das Lied ist im 3/4-Takt und hat ein Tempo von 96 bpm. Die Verse sind in A-Moll gehalten und dramatisch orchestriert. Zum Refrain hin löst sich die Dramatik in eine einfache Melodieführung mit den Dreiklangtönen von C-Dur (e'-c-g') auf. Begleitet wird der Refrain von einer zweistimmigen, hauptsächlich in Terzen gesetzten Trompetenfigur.

## Coverversionen
Das Lied wurde von vielen anderen Musikern gecovert, auch in anderen Stilrichtungen, so zum Beispiel 1975 von
Alex Harvey, der damit Platz 7 der UK-Charts belegte. In Deutschland (Platz 3) und Österreich (Platz 1) war auch die Version von Peter Alexander erfolgreich. Der deutsche Text stammte von Kurt Feltz, der auch Produzent war. Der deutsche Text war ziemlich genau dem Original nachempfunden, nur das tragische Ende wurde deutlich entschärft.
Eine wilde Coverversion findet sich unter dem Titel De (That's All Right) Lilah auf dem Album Alive Behind The Green Door von Flogging Molly, einer irisch-amerikanischen Folk-Punk-Rock-Band.

## Verbot des Liedes durch die Welsh Rugby Union
Nachdem die Welsh Rugby Union (WRU) bereits 2015 verboten hatte, das Lied im Original bei Heimspielen der walisischen Rugby-Nationalmannschaft zu spielen, verhängte sie Anfang Februar 2023 auch für im Principality Stadium auftretende Chöre das Verbot, das Lied bei Spielen der Six Nations 2023 aufzuführen. Als Grund wurde genannt, dass die Passage, in der ein eifersüchtiger Mann seine untreue Lebensgefährtin mit einem Messer attackiert, einige Zuschauer verstören könne. Die Entscheidung rief Verärgerung und Verwunderung bei Fans hervor, die das Verbot nicht nachvollziehen können. Der Verband hatte zuvor mit einer angeblich „toxischen Kultur“ Negativschlagzeilen gemacht, Verbandspräsident Steve Philipps war in diesem Zusammenhang zurückgetreten.
Der englische Geschäftsmann Simon Jordan warf der WRU vor, mit dieser Entscheidung dem „erbärmlichen Tugend-Unsinn“ nachgegeben zu haben. Das Verbot des bei den walisischen Fans äußerst populären Liedes wurde auch als eine Reaktion der WRU interpretiert, nachdem diese wenige Wochen zuvor selbst mit Sexismus- und Diskriminierungsvorwürfen konfrontiert worden war und auch Vorwürfe von Rassismus und Homophobie im Raume gestanden hatten, die inzwischen durch eine „gütliche Einigung“ vom Tisch seien. Durch eine von beiden Seiten vereinbarte Geheimhaltung bleiben der Öffentlichkeit nähere Details zu den Vorwürfen verborgen. Gleichzeitig betonte ein Sprecher der WRU, „dass Rassismus, homophobes, sexistisches oder Mobbingverhalten im walisischen Rugby keinen Platz hat.“
Auch Tom Jones, der das Lied zuletzt im Juni 2022 live im Stadion gesungen hat, äußerte sich zu der kontroversen Diskussion um seinen Hit: „Ich liebe es, den Song bei Rugby-Spielen zu hören. Es macht mich sehr stolz, Waliser zu sein. Ich denke, wenn sie sich den Text über einen Mann ansehen, der eine Frau tötet, ist das kein politisches Statement. Es ist einfach etwas, das im Leben passiert. Er verliert einfach die Nerven. Das Tolle an dem Song ist der Refrain, den jeder aufgreift. Ich glaube nicht, dass sie wirklich darüber nachdenken. Ich dachte nicht, dass ich der Mann war, der das Mädchen tötet, als ich das Lied sang. Ich spielte die Rolle und das ist es, was das Lied ist. Wenn es so wörtlich genommen wird, dann denke ich, dass es den Spaß daran nimmt. Ich denke, es nimmt den Geist heraus, warum es gesungen wird.“

## Trivia
- Die multinationale Power-Metal-Band Gloryhammer verwendet den Song vor vielen ihrer Live-Auftritte als Intro. Zudem steht dabei meist auch eine Tom-Jones-Pappaufstellerfigur auf der Bühne.[17][18]